# Природний атомний реактор «Окло»

Геологічний розріз ядерного реактора «Окло»
1. Зони поділу
2. Пісковик
3. Шар уранової руди
4. Граніт

Природний атомний реактор «Окло» — виявлений біля міста Окло (Габон, Африка, на західному узбережжі Центральної Африки) у покладах урану, які сьогодні видобувають відкритим способом.

## Історія
Явище було виявлене французьким фізиком Франсисом Перреном (Francis Perrin) у 1972 році в результаті вивчення ізотопного складу елементів в рудах родовища Окло.
У травні 1972 року на урановій збагачувальній фабриці в П'єррлатт (муніципалітет у Франції, у регіоні Овернь-Рона-Альпи, департамент Дром) під час звичайного мас-спектрометричного аналізу гексафлуориду урану UF6 з Окло було виявлено відхилення від норми ізотопного складу урану. Вміст ізотопу 235U склав 0,717 % замість звичайних 0,720 %. Ця розбіжність вимагала пояснення, так як всі ядерні об'єкти піддаються жорсткому контролю з метою недопущення незаконного використання матеріалів, що розщеплюються, у військових цілях. Французький Комісаріат атомної енергетики (CEA) почав розслідування. Серія вимірювань виявила значні відхилення ізотопного відношення 235U / 238U в декількох шахтах. В одній з шахт вміст 235U склав 0,440 %. Були виявлені також аномалії в розподілі ізотопів неодиму та рутенію.
Зменшення концентрації ізотопу 235U є характерною рисою відпрацьованого ядерного палива, так як саме цей ізотоп є основним розщеплюваним матеріалом уранового ядерного реактора. 25 вересня 1972 року CEA оголосив про відкриття природної ядерної реакції.

## Загальна характеристика
Природний атомний реактор «Окло» — єдиний на планеті природний реактор ядерного поділу. Окло складається з 16 майданчиків, на яких, як вважають, відбувалися реакції самопідтримки ядерного поділу ядер урану приблизно 1,7-2,0 мільярда років тому і тривали до 500 тисяч років.
За оцінками природний атомний реактор «Окло» виробив за цей час декілька сотень тераватт-годин енергії, що приблизно відповідає кількості електроенергії, яку виробляє АЕС за декілька десятків років..
За час діяльності природного реактора розклалося в цілому до 10 тонн ізотопу урану 235U, і з ізотопу 238U утворилося до 4 тонн ізотопу плутонію 239Pu.
Реакція припинилася бл. 1,5 млрд років тому через виснаження запасів ізотопу 235U (вони знизилися з 3 % до поточних 0,7 %). Сучасна поширеність урану-235 становить лише 0,72 %, чого недостатньо для роботи реактора з водним сповільнювачем без попереднього ізотопного збагачення. Таким чином, в даний час утворення природного ядерного реактора на Землі неможливе.

## Опис феномену
Ланцюгова ядерна реакція розщеплення розпочалася й підтримувалася спонтанно в результаті виникнення необхідних і достатніх для неї умов, які були сформульовані Полом Кадзуо Куродой (англ. Paul Kazuo Kuroda) — хіміком з Університету Арканзасу): в 1956 році
- розмір родовища перевищує середню довжину пробігу нейтронів, які викликають розщеплення;
- концентрація урану-235 — достатня для реакції (близько 3 %);
- наявність речовини, здатної сповільнювати нейтрони, які випромінюються при розщепленні ядер урану, з тим, щоб вони ефективніше викликали розщеплення інших ядер;
- відсутність у масі руди помітних кількостей бору, літію та інших елементів, які активно поглинають нейтрони і можуть викликати зупинку ядерної реакції.

Усі ці умови склалися близько 2 млрд років тому принаймні на 16 ділянках у межах Окло та Окелобондо (сьогодні тут діють уранові шахти). Природні реактори працювали циклічно — вмикалися й вимикалися. Найбільш вірогідний механізм цього явища передбачає наявність ґрунтових вод, які википали після того, як температура досягала критичного рівня. Вода діяла як сповільнювач нейтронів, і коли вона випаровувалась, ланцюгова реакція тимчасово припинялася, а після того як зона реакції остигала, в неї знову потрапляли ґрунтові води й ланцюгова ядерна реакція розщеплення, очевидно, поновлювалася. Періоди «увімкненого» стану реактора становили близько 30 хвилин, а «вимкненого» — 2,5 години. Цей механізм не дозволяв породам ні розплавитися, ні вибухнути та існував упродовж сотень тисяч років.
Сьогодні «феномен Окло» становить не лише науковий інтерес, а також є зразком природного довгострокового геологічного сховища ядерних відходів. Тут проведено дослідження міграції продуктів ядерного розщеплення.